# Bitwa pod Short Hills
Bitwa pod Short Hills znana też jako bitwa pod Metuchen lub bitwa pod Ash Swamp – starcie w trakcie kampanii filadelfijskiej podczas wojny o niepodległość Stanów Zjednoczonych, pomiędzy siłami lorda Stirlinga stacjonującymi w Metuchen, a awangardą oddziałów Williama Howe’a, dowodzoną przez Charlesa Cornwallisa.

## Wprowadzenie
26 czerwca 1777 roku Jerzy Waszyngton otrzymał informacje, iż William Howe wyprowadza liczne siły z Amboy, poprzez dolną część Arthur Kill i maszeruje na północny zachód w dwóch kolumnach. Waszyngton przypuszczał, iż zamiary Brytyjczyków mogą być następujące: 
1. pokonanie oddziałów dowodzonych przez lorda Stirlinga stacjonujących w Metuchen, ok. 6 mil od Amboy[3];
2. zmuszenie głównej armii patriotów do przyjęcia bitwy[3];
3. zajęcie pozycji nad Middle Brook, co umieściłoby oddziały brytyjskie pomiędzy rebeliantami, a Górami Watchung, gdzie ci mogliby szukać schronienia[3].

Dalsze doniesienia przekonały Waszyngtona, iż Howe zamierza pokonać Stirlinga, a następnie zająć wzgórza wokół Middle Brook.
Główne siły Armii Kontynentalnej stacjonowały w Quibbletown, ok. 6 mil na północny zachód od Metuchen. Waszyngton zarządził wymarsz ku wzgórzom jednocześnie rozkazując Stirlingowi odwrót z kwater wokół domu spotkań w Metuchen. Jednakże armia Howe’a, na której czele postępowały jednostki Charlesa Cornwallisa, była w drodze od 1:00 rano i rozpoczęła już atak.

## Bitwa
Przez pewien czas Stirling zamierzał pozostać na miejscu i odpierać wroga – rozstawił oddziały w formacji defiladowej i rozkazał strzelanie wolejami. Prędko jednak zmienił zdanie i zarządził odwrót. Cornwallis wzmógł natarcie w efekcie czego patrioci stracili 100 zabitych i rannych oraz 70 pojmanych w niewolę, a prócz tego oddziały ariergardy utraciły 3 działa. Żołnierze Cornwallisa prowadzili pościg przez 5 mil, nim dali za wygraną.
Waszyngton nie dał się wciągnąć w walną bitwę, wobec czego Howe 28 czerwca rozkazał Cornwallisowi powrót do Amboy. W drodze powrotnej strona brytyjska straciła ponad 70 ludzi od ognia strzelców wyborowych i upału.
Howe w swoich raportach przesyłanych do Londynu bardzo chwalił postawę Cornwallisa; sekretarz stanu do spraw kolonii George Germain przeczytawszy te pisma, stwierdził w odpowiedzi, iż Howe ma szczęście mając przy boku „oficera, na którego gorliwość, czujność i odwagę może zawsze liczyć”.